# Nuestra Señora de Narek

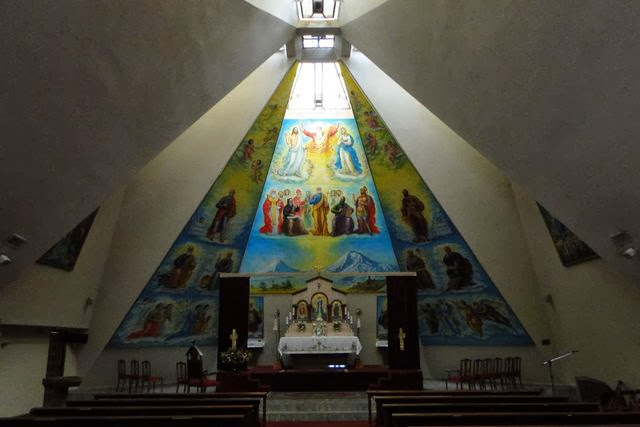

Nuestra Señora de Narek es la advocación mariana de la Santísima Virgen María, y patrona de los católicos armenios (Տիրամայր Նարեկի), misma que se le apareció a San Gregorio de Narek. El ícono original de la imagen de Nuestra Señora de Narek, es obra del pintor Ariel Adjemian, venerada en la capilla del seminario del Colegio Armenio de Roma, donde muestra la aparición a San Gregorio.

## Narek
Narek es una localidad del raión de Artashat, en la provincia de Ararat, Armenia, con una población censada en octubre de 2011 de 1001 habitantes. 
Armenia es un pequeño país asentado que colinda al oeste de Turquía, al sur con Irán, al norte con Georgia y a este con Azerbaiyán. Es un país mayoritariamente, católico y ortodoxo. El país fue víctima del genocidio armenio que sucedió desde 1915 hasta 1923, donde se estima que murieron entre 600,000 a 1,800,000 de habitantes armenios donde además y millones de sobrevivientes realizaron un éxodo a diversas partes del extranjero, con sus ritos, costumbres y, devoción mariana, principalmente emigraron a América, tanto a Estados Unidos como al Argentina en busca de refugio, incluidos algunos sacerdotes del rito armenio. 

## La aparición
San Gregorio de Narek (951-1010), místico, poeta y monje del convento de Narek, ubicado sobre una colina al sudoeste del lago Van. El santo estaba en contemplación, cuando sus labios murmuraban: "Oh Sol de Justicia, reflejo del padre eterno, mi alma se consume, oh Salvador mío, en la espera de verte cara a cara", y levantando sus ojos por la ventanilla hacia el lago de Van, ve al Niño Jesús en los brazos de su Madre y oye la dulce voz de ella, que lo llama: "Gregorio, ven al Señor". El monje es llevado volando por encima de las rocas y del lago, y se encuentra en la isla, al pie de María y Jesús en medio de rosales y lirios, ambos sonriéndole amorosamente.
De regreso a su oratorio, anota en su Libro de Oraciones: «Lo vi con mis propios ojos».

## Devoción
En Armenia la devoción no es muy notable, En Argentina, y principalmente en Buenos Aires, se nota en diversos lugares por lo que existe la Catedral de Nuestra Señora de Narek, donde se practica el rito armenio, misma que fue consagrada en 1981, a la vez que en 1989 una eparquía fue creada mediante la bula «Cum Christifideles ritus Armeni in Republica Argentina» por Juan Pablo II para atender las necesidades religiosas de la comunidad católica armenia en Argentina.
La virgen de Narek es celebrada el día de la Asunción de la Madre de Dios (Վերափոխումն Աստուածածնի), que en el calendario se celebra el domingo más cercano al 15 de agosto.